# Emil Witting
Emil Witting (n. 4 aprilie 1880, Brașov – d. 16 aprilie 1952, Sibiu) a fost un silvicultor și scriitor de limbă germană, sas transilvănean.
A urmat studii de silvicultură la Banská Štiavnica. A ocupat mai multe funcții în domeniul silviculturii la Brașov și Sibiu. A scris mai multe romane inspirate de lumea Carpaților transilvăneni.
În 1903 a fost angajat ca pădurar la Brașov, în perioada 1911-1928 a fost pădurar-șef al pădurilor celor șapte juzi (Sieben-Richter-Waldungen), ulterior maistru forestier șef.
A înființat prima revistă în limba germană din sfera cinegetică a Transilvaniei, numită „Karpathen Waidwerk” („Vânatul din Carpați”). A colaborat la revistele de vânătoare „Carpații” (1933-1947) și  „Revista Vânătorilor”.
Fratele său, Otto Erich Witting (1889, 04.02. Brașov -1955, 09.09. Brașov) a fost și el silvicultor și autor a 92 de lucrări științifice, între care 15 cărți, privind silvicultura, vânatul și piscicultura.
În revista Carpații Nr. 2 / 1933, la rubrica „Cărți - Reviste” a apărut următoarea recezie:
Dl Inspector silvic Emil Witting, ocupă un loc de frunte, am putea spune, ocupă locul cel dintâi între scriitorii, mai noui, care au tratat în scrierile lor Carpații noștri, viețuitoarele — oameni și animale — care îi stăpânesc, tainica frumuseță a codrilor noștri seculari, arta nobilă și grea a vânătoarei de munte. În scurte intervale au fost date publicului iubitor de vânătoare și de natură trei scrieri ale dlui Witting, scrise în limba germană: „Auf der Hochwildbahn im Karpathenwalde", (Pe urmă de vânat mare în codrii carpatini), apoi „Frate Nicolae" și acum în urmă „Hirtenfeuer" (Foc ciobănesc). Trei voluminoase cărți, adevărate perle ale literaturii mondiale cinegetice.
În primul volum se cuprinde, redată cu o mare dragoste pentru Carpați și pentru codrii seculari, și cu o neîntrecută cunoștință nemijlocită, monografia completă a faunei vânătorești a munților noștri. Se descrie cu o uimitoare bogăție de cunoștințe și precise observațiuni condițiunile de traiu, viața instinctual-sufletească, caracterul sălbătăciunilor și alăturea de aceasta vânarea lor, cu scene și întâmplări întrețesute. 
 „Frate Nicolae" — cu acest titlu și în original — e o minunată și completă bio- și monografie a ursului carpatin. Tragedia dârzei lui lupte de apărare față de valurile, atât de des pustiitoare, ale civilizației, care atacă nemiloasă și barbar cetatea verde a codrilor de brazi. 
 „Hirtenfeuer" cuprinde cea mai intuitivă descriere a vieții ciobanilor (desigur români) din stânele Carpaților sudici (Sibiu—Sebeș—Jiu). O descriere, poate lipsită total de adesea involuntara tendință de înfrumusețare a lucrurilor, dar cu marele merit al realității și ea atât de frumoasă. Tablourile maestre de peisagii și oameni sunt înviorate de nevinovate aventuri de dragoste feciorelnică. întreaga carte e străbătută de dragostea față de făpturile și cuprinsurile Carpaților românești și e învăluită în tonul pesimist al amintirilor trecutei vremi patriarchale. In eroul principal al acestui roman, întrezărim zbuciumul sufletului autorului, care asemenea „Fratelui Nicolae" nu vrea și nici nu poate să se acomodeze lumii noui de azi. Acest zbucium e cuprins alocurea în pagini de o nesfârșită tristeță. 
Recomandăm cu multă căldură tuturor celor ce iubesc munții, vietățile și oamenii din ei, tuturor îndrăgostiților de natură și de largul priveliștilor carpatine, să citească aceste minunate scrieri ale compatriotului nostru. Vor avea ceasuri de neîntrecută plăcere. 
Și am ruga pe dl Witting, să găsească mijlocul să fie traduse și bine traduse în românește aceste cărți, ca să poată fi împărtășite și celor ce nu le pot citi în original. 
Cărțile se pot comanda la autor, în Sibiu.
Între 1933 și 1936, nici un articol publicat în revista Klingsor nu a pus în discuție puterea nazistă din Germania. Singurul care a sugerat că literatura sașilor din Transilvania ar trebui să se aplece mai cu seamă pe problemele de acasă a fost Emil Witting cu articolul „Aufgaben des siebenbürgisch-sächsischen Schrifttums” (Sarcini ale literaturii sașilor transilvăneni), Klingsor, 1934: 119-22.

## Scrieri
- Auf der Hochwildbahn im Karpathenurwalde (Prin înălțimile sălbatice ale pădurii seculare din Carpați) 25x19 cm; 374 pagini, 90 imagini, Neudamm, editura J. Neumann, 1928;
- Frate Nicolae. Der siebenbürgische Karpathenbär (Frate Nicolae. Ursul carpatin din Transilvania) (roman, 1931)
- Hirtenfeuer. Lebensbild eines Karpathenhirsches (1938)
- Der Fechter "Lebensbild eines Karpatenhirschs", Editura Rütten & Loening, Potsdam, 1941, reeditare Editura Leykam (1951)
- Karpatenhirsche ISBN 3-923270-00-3
- "Frate Nicolae - Ursul din Caprpati - Povestea unei vieti" (traducere in limba română de Ionel Pop), Editura Honterus - Sibiu, 2021.